# Tågesyn
|  | Denne artikel er oprettet af botten Steenthbot ud fra en ekstern database. Den kan derfor have sproglige fejl eller mangler. Denne skabelon kan fjernes efter kontrol af indholdet. |

Tågesyn er en dansk spillefilm fra 2019 instrueret af Ivan Elmer.

## Handling
ANDRÉ (32) og hans nye kæreste ELISA (35) venter barn. Nyforelskede og fulde af håb flytter de ud på landet, hvor Elisa er vokset op og hendes mor MARTHA (63) stadigvæk bor. André vil være i stand til at forsørge sin familie, så han starter et ambitiøst mikrobryggeri projekt og fremtiden ser lys ud for den lille familie. Men i stedet for at bringe dem tættere på hinanden, rammer graviditeten dem som en lavine. Elisa begynder at vise sider af sig selv, som André på ingen måder kan genkende og forstyrrende detaljer fra hendes fortid dukker op til overfladen. André er overbevist om, at Elisa har en graviditetspsykose og han finder sig selv i et spindelvæv af løgne, spundet af Elisa og hendes overbeskyttende mor. Sideløbende begynder André at blive syg og hans dømmekraft er svækket, da han skal kæmpe for sit eget og ufødte barns liv.

## Medvirkende
- Ida Cæcilie Rasmussen
- Niklas Herskind
- Nicolai Jørgensen
- Dorte Højsted
- Bjarne Henriksen
- Christoffer Svane